# Daróczi György
Daróczi György (Baranya vármegye, 1699. április 28. – Sopron, 1756. október 10.) magyar bölcsészdoktor, jezsuita rendi tanár, költő.

## Élete
17 éves korában lépett a rendbe. Miután több helyen tanított a középiskolákban, egyházi szónoklatokat tartott és néhány rendház főnöke volt.

## Munkái
- Lusus epigrammatici. Claudiopoli, 1725. és Aug. Vindelic. 1738
- Septi-Collis Dacia. Claudiopoli, 1735
- Ortus et progressus collegii soc. Jesu Claudiopolitani ab anno 1579. Uo. 1736
- Pietas ungarica, sive summus ejusdem gentis in Mariam affectus, omni obsequiorum genere jam inde a S. Stephani temporibus testatur. Claudiopoli, 1736
- Serenissimi principis Eugenii invicti caesarei exercitus archistrategi colossus gloriae e posthumis laudibus erectus… anno 1736. Uo.
- Epitome chronlogica rerum Hungaricarum et Transylvanicarum e d. Stephano ad annum 1726. Uo. 1737

Latin versei: Epigramma de Carolo imperatore caesare VI. és Carmen elegiacum ob victoriam Belgradiensem megjelentek a Carolus Klein, Analecta Poetica, Viennae, 1757. II. 37. című munkában.